# Grabación magnética analógica
Sistema de Grabación analógica. Equivale al método de grabación electromagnética.
La información se graba sobre el soporte cuando este pasa por delante del electroimán. El soporte puede ser un carrete de hilo, cinta de papel o cinta magnética. El electroimán actúa reorientando las partículas del material ferromagnético (óxidos de hierro o de cromo) que recubren el soporte. 
La reproducción del sonido recorre el camino opuesto.
El soporte sobre el que se graba la señal de audio es cinta magnética de audio

## Fundamentos de la grabación magnética
La grabación magnética (analógica o digital) se basa en la física del magnetismo, más concretamente, en la del electromagnetismo.

### Magnetismo
- Magnetismo es la capacidad que tiene determinados materiales férricos de atraer o de repeler otros materiales de similares características.

Las propiedades magnéticas pueden ser propias por naturaleza (caso de los imanes) o pueden ser adquiridas por inducción magnética. Por ejemplo, atraemos una clip con un imán y, mientras este clip esté magnetizado por la influencia del imán, tendrá la capacidad de atraer otros clips.
- Los materiales magnéticos lo son por la especial disposición de sus átomos. Estos átomos están agrupados formando pequeños campos. Cada uno de estos campos, cada dominio magnético, tiene idénticas propiedades magnéticas que un imán. Una pequeña partícula ferromagnética posee millones de dominios magnéticos, cada uno con su polo negativo y su polo positivo

En estado natural (es decir, cuando no están magnetizadas) las partículas ferromagnéticas tienen los dominios magnéticos completamente desordenados. Una vez sometidos a la inducción magnética, los dominios magnéticos se ordenan (se disponen en el mismo sentido) y se dice que han sido magnetizados.
En la grabación magnética, inducimos el magnetismo en el soporte. Esta es la causa de que estos soportes lleven en su superficie una capa de partículas férricas.

### Remanencia magnética
Los materiales utilizados para la grabación magnética han de ser de alta remanencia magnética. 
El ciclo de histéresis (histéresis magnética) es el fenómeno que explica la remanencia, es decir, que la información magnética permanezca aún en ausencia del campo magnético que la creó. Por tanto, la histéresis es la que permite el almacenamiento de información.
La remanencia es fundamental. Es obvio. De nada sirve inducir el magnetismo sobre una superficie, si esta queda desmagnetizada inmediatamente. Si no hay remanencia, tal cual se grabase algo, se borraría.

### Electromagnetismo
Históricamente, el magnetismo y la electricidad habían sido tratados como fenómenos distintos y, por tanto, eran estudiados por ciencias diferentes. Sin embargo, los estudios de diferentes científicos como Oersted y Michael Faraday demostraron que electricidad y magnetismo estaban íntimamente relacionados.
Fue el físico escocés James Clerk Maxwell quien, por primera vez, describió el comportamiento del campo electromagnético y las interacciones eléctricas y magnéticas que se dan en él. 
- El electromagnetismo, en el que se basan las grabaciones magnéticas, consiste en crear un campo magnético por la acción que produce la corriente eléctrica al pasar por un electroimán.

Un 'electroimán consiste, básicamente, en una bobina de cobre con núcleo de hierro que tiene la capacidad de magnetizar a otros elementos. Es decir, que puede imantar. El electroimán constituye el núcleo del cabezal de grabación de cualquier sistema de grabación magnética analógica.

### Proceso de grabación electromagnética
- En la grabación magnética, las vibraciones sonoras son transformadas en variaciones de voltaje de idéntica intensidad, amplitud y frecuencia mediante un transductor electroacústico (micrófono).

Las variaciones de voltaje se aplican sobre el electroimán de la cabeza grabadora que transforma la corriente eléctrica en una señal magnética de idéntica intensidad, amplitud y frecuencia. 
Esta señal magnética actúa reordenando las partículas ferromagnéticas (óxidos de hierro o de cromo) que cubren la superficie del soporte (cinta magnética, cinta de papel o alambre de acero), es decir, magnetizándolas, conforme el soporte va pasando por delante del electroimán.

### Curva de histéresisyseñal de bias
La grabación sobre un soporte magnético no es lineal de principio a fin, sino que una inducción magnética no siempre corresponde a una magnetización idéntica. 
La curva de histéresis muestra la curva de magnetización de un material. Sea cual sea el material específico, la forma siempre es la misma. Al principio, la magnetización requiere un mayor esfuerzo eléctrico (es la llamada zona reversible); hasta que llegado a un punto, la magnetización se produce de forma proporcional (zona lineal). Finalmente, llega un instante a partir del cual, por mucha fuerza magnética que apliquemos la cinta magnética de audio ya no se magnetiza más: es el llamado punto de saturación (que determina el inicio de la llamada zona de saturación).
La señal de audio hay que grabarla solo en la zona lineal, de modo contrario, por arriba o por abajo, sufriría deformaciones. Para sobrepasar la zona reversible se graba una frecuencia que se conoce con el nombre de Bias (señal de bias) o corriente de polarización. 
Se trata de una señal no audible que induce el magnetismo en la zona lineal (la zona donde se ha de grabar). Sin la señal de bias la cinta contaría con menor remanencia, lo que implicaría mayores niveles de distorsión. Esta frecuencia resulta también útil en el proceso de borrado. 
La señal de bias es una frecuencia que se encuentra entre los 80-100 y 150-200 kHz. Cuanto mayor sea la amplitud de esta señal, mayor será la profundidad en que se grabe el sonido en la capa de óxido.
Los requisitos de polarización (el nivel concreto de esta corriente de polarización) varían dependiendo del tipo de cinta, por ello, antes de iniciar una grabación hay que realizar un ajuste de bias. Un mal ajuste de las bias podría comprometer las altas frecuencias en la grabación.

## Calidad de la grabación
La calidad de una grabación dependerá del tipo de cinta utilizada, de su tamaño y de la velocidad de arrastre.
- La cinta magnética de audio. El tipo de emulsión (hierro, cromo, etc.) determina la respuesta en frecuencia y, por tanto, la calidad.

- Las velocidades de arrastre usadas por los magnetófonos profesionales son de 3 ¾, 7 ½, 15 y 30 pulgadas/s. A mayor velocidad de arrastre, más calidad.

- Las anchuras de cintas magnetoscópicas son de ¼, ½, 1 y 2 pulgada. A mayor anchura de cinta, mayor velocidad de arrastre y, por tanto, más calidad.

## Inconvenientes de la grabación magnetofónica
La grabación magnetofónica tiene 3 grandes inconvenientes:
- Existe un roce constante entre el soporte y la cabeza lectora. Esta fricción, a largo plazo, produce una pérdida en la calidad del sonido.

- Si se desmagnetiza la cinta (por acercarla a un imán o a una corriente eléctrica, etc), la información perdida (borrada) resulta irrecuperable.

- No permiten la multigeneración más allá de la 4 o 5ª, por acumulación de pérdida de calidad.

Como indica el último punto, cada nueva generación (copia de copia) supone una pequeña pérdida irrecuperable. Esta pérdida puede suponer una pequeña deformación de la señal original o un aumento ligero del ruido (siseo de fondo). Más allá de la cuarta generación, todos los defectos son audibles, con lo que la calidad puede llegar a ser pésima.
Este problema puede resolverse en gran medida, aunque nunca del todo, con los sistemas de reducción de ruido, como Dolby® y dbx®. Los Dolby utilizan un sistema de compresión que amplifica los sonidos más tenues para que se oigan por encima del ruido de fondo. Dbx se utiliza en el sector profesional y su función es expandir todo el espectro sonoro a la hora de grabarlo, para efectuar la inversa en su reproducción. Si se utiliza uno de estos sistemas durante la grabación es necesario utilizar el mismo para su reproducción. Una reproducción emergente sin el sistema empleado de reducción podría hacerse en el caso del Dolby, ya que la atenuación sonora no es tan distorsionada como lo hace dbx, aunque tampoco se consiguen tantos dB en relación señal-ruido como en el último.

## Niveles de referencia para la grabación magnética
Se utilizan para ajustar el flujo magnético de la grabación:
- Si el flujo magnético adquiere altos niveles se produce distorsión y saturación.
- Si por el contrario, el flujo magnético tiene un nivel en exceso bajo se produce ruido.

Para obtener una grabación óptima, el margen de rango dinámico útil ha de situarse entre un nivel de salida máximo (MOL –maximum output level) y uno mínimo (nivel típico de ruido). 
Las cifras exactas entre ambos dependen del magnetófono y del tipo de cinta magnética de audio. 
El nivel de flujo magnético puede ajustarse controlando la relación entre el nivel de voltaje a la entada del grabador y el nivel de flujo magnético sobre la cinta. Para poder realizar este ajuste se utilizan las cintas de prueba (test tape). Estas cintas de prueba recopilan niveles de referencia estandarizados y contienen tonos pregrabados a un nivel de flujo magnético concreto. 
Existen cintas de prueba para todas las velocidades de arrastres y anchos de cinta y para el estándar necesario: 
- CCIR(estándar europeo).
- NAB (estándar americano).
- DIN (estándar alemán).

Durante el proceso de ajuste, lo que se hace es poner la entrada del equipo un tono determinado (habitualmente 1kHz a O dBu) y ajustar la salida para que también lea esos 0 dBu, lo que nos asegura que estamos grabando con un nivel de flujo de 320 nWb m-1 (nivel IEC). Estos 0dBu, normalmente, a un nivel de 4 en el picómetro (PPM 4) o de –4 en el vúmetro (-4 VU).
Un decibelio (dB) no es un valor absoluto siempre hace referencia una comparación entre señales. La unidad de medida dBu es una unidad logarítmica de nivel de voltaje. Cuando un voltímetro indica 0 VU, está indicando un estándar profesional de +4 dBu que se corresponden a 1,228 V a 600 ohms de impedancia.
El nivel de flujo magnético se mide en nanofibers por metro (nWb m-1). El weber es la unidad de flujo magnético. 
El MOL para una cinta de alta calidad está en un nivel magnético de alrededor de 1000 nWb m-1. 
Hay 3 estándares de nivel de flujo magnético:
- El americano (NAB: 200 nWb m-1).
- El alemán (DIN: 250 nWb m-1).
- El europeo (IEC: 320 nWb m-1).

Es muy importante conocer exactamente en que estándar estamos, porque por ejemplo, si ajustamos el nivel de la grabación en función de una test tape NAB y luego realizamos la grabación en una cinta cuyo estándar es el IEC estaremos grabando 4dB por encima de lo recomendado.
Además de niveles de referencia de flujo magnético las cintas también incluyen otros tonos a otras frecuencias que pueden servir para otros ajustes (azimut de las cabezas, ecualización de lectura, etc,)

## Equipos Reproductores/grabadores magnéticos
Todos los equipos de grabación/reproducción magnética reciben el nombre de magnetófono, aunque esta nomenclatura se la haya apropiado el magnetófono de bobina abierta. 
Existen 3 tipos de magnetófonos: 
- Magnetófono de bobina abierta.
- Magnetófono de casete (casete o pletina).
- Magnetófono de cartuchos (cartuchera).

Todos estos equipos para ser encuadrados dentro del grupo de equipos para uso profesional han de cumplir 4 requisitos:
- Precisión de la marcha. Asegura la compatibilidad entre la velocidad de grabación y reproducción. Así una cinta grabada en un equipo diferente al que va a ser reproducida no tendrá ningún problema. Las velocidades estándares son 4’75, 9’5, 19 y 38 cm/s. A mayor velocidad, mayor calidad en el sonido resultante.

- Estabilidad de la marcha. Velocidad uniforme de desplazamiento de la cinta. Si esta es alterada, se produce el efecto de lloro.
- Minimización de la Diafonía. Se produce la diafonía cuando se lee, además de la pista correspondiente, parte de sonido de otra pista adyacente.
- Asegurar la respuesta en frecuencia. Algunos magnetófonos, por estar al final de su vida útil u otros motivos no son capaces de grabar/reproducir todo el espectro de frecuencias. Cuando esto ocurre la cabeza correspondiente ha de ser reemplazada.

## Los cabezales
Los cabezales son transductores encargados de trasformar la energía eléctrica en flujo magnético y viceversa. 
Algunos equipos no profesionales cuentan únicamente con 2 cabezales: uno de borrado y otro que compagina las funciones de grabación y reproducción. 
El aparato es más barato, pero no permite monitorizar la señal durante la grabación, por lo que resulta totalmente desaconsejable para un uso en el campo profesional. ¿Cómo sabríamos que efectivamente estamos grabando?, ¿Qué pasa si hay un zumbido por un cable deteriorado?, ¿Qué pasa si la señal satura?...
Los equipos profesionales tienen 3 cabezales: Borrador, Grabador, Reproductor. 
La cinta pasa primero por el cabezal de borrado o de pre magnetización (Bias), luego por el de grabación y finalmente por el de reproducción, lo que permite reproducir casi inmediatamente la señal grabada (no puede ser exactamente de forma inmediata porque hay un pequeño retardo producido por la distancia física entre el cabezal de grabación y reproducción).

### Cabezal de borrado
Realiza el proceso de desmagnetización de la cinta que puede hacerse de dos modos:
- Por imantación uniforme. La cinta es remagnetizada por un campo exterior constante. (Por ello, al acercar una cinta a un imán o a un campo magnético generado por cables eléctricos, por descuido, esta se borra).

Este modo es desaconsejable en los sistemas de alta fidelidad porque deja un fuerte ruido de fondo.
- Por dejar las partículas magnéticas en estado neutro. Es el modo más utilizado por los sistemas profesionales porque eliminan el ruido de fondo del borrado. Para devolver las partículas a un estado neutro, un cabezal oscila rápidamente (generando altas frecuencias: 50-120 kHz) y genera un campo magnético y desmagnetiza la cinta, desorientando las partículas ferromagnéticas. Así se elimina la información que hubiera registrada. La frecuencia del cabezal de borrado es fija.

### Cabezal de grabación
Al grabar, la señal eléctrica se transforma en señal magnética. El cabezal grabador magnetiza la cinta según el patrón deseado (en función de la señal de audio). Para ello, cuando la cinta pasa por el hueco (entrehierro) que hay entre los polos del electroimán se producen campos magnéticos que reproducen la señal eléctrica (que, a su vez, reproduce la señal sonora original). La frecuencia de polarización o premagnetización (AC Bias) es de 40 kHz. La genera un cabezal anterior al cabezal de grabación Esta frecuencia se suma a la frecuencia de la señal que vaya a ser grabada.

### Cabezal de lectura o reproducción
Al reproducir, la señal magnética se transforma en señal eléctrica. Para la lectura / reproducción, la cinta se mueve nuevamente en el hueco (entrehierros) que hay entre los polos del electroimán, revirtiendo los campos magnéticos nuevamente en un voltaje alterno (señal eléctrica) que es inducido corrientes en los alambres que rodean al núcleo. Los altavoces (transductores electroacústicos) se encargarán de convertir esta señal en señal de audio. El entrehierro del cabezal de la cabeza reproductora suele ser un poco más estrecho que el de la grabadora.

### Magnetófono de Bobina Abierta

#### Motores
Los magnetófonos profesionales cuentan con tres motores:
- Avance rápido
- Rebobinado rápido
- Capstan o motor de velocidad

El motor de velocidad se llama también capstan, porque está situado dentro de un eje (capstan) que arrastra la cinta a una velocidad preseleccionada por el usuario. 

#### Velocidades de Grabación/Reproducción
Las velocidades de arrastre usadas por los magnetófonos profesionales son de 3¾, 7½, 15 y 30 pulgadas/s. La velocidad más habitual, la estándar, es la de 7½ pulgadas/s. La velocidad de arrastre es un factor clave, porque tiene una respuesta en frecuencia directamente proporcional. Por tanto a mayor velocidad, hay un más amplio rango de respuesta en frecuencia.
| en pulgadas/s           | 3¾             | 7½             | 15             |
| en cm                   | 9,5            | 19             | 38             |
| Respuesta en frecuencia | 30 Hz – 14 kHz | 30 Hz – 18 kHz | 30 Hz – 22 kHz |

Los grabadores multipista poseen un potenciómetro llamado variador que permite modificar la velocidad 33% por debajo y 55% por encima de las cuatro velocidades. Son pequeñas variaciones no perceptibles por el oído, que se utilizan, principalmente, para adaptar las velocidades de grabación entre dos emisoras. Así quedan corregidos factores como los retardos de línea, entre otros parámetros.

#### Tipos de Magnetófonos de Bobina Abierta
Existen 4 tipos de magnetófonos de bobina abierta atendiendo a la configuración de sus pistas:
- Magnetófono Monaural (Mono).
- Magnetófono de 2 pistas.
- Magnetófono Estéreo.
- Magnetófono Multipista.

##### Magnetófono Monaural
Solo graban una sola pista sobre todo el ancho de una cinta estándar de ¼ de pulgada (0,635 cm). Fue el primer equipo usado tanto en grabaciones de radio, como en producción discográfica. Hoy en día, a las grabaciones realizadas con este método se les denomina, en inglés, full track (pista completa).

##### Magnetófono de 2 pistas
Graba 2 pistas en una cinta estándar de ¼ pulgada de ancho. 
Cada una de las pistas ocupa aproximadamente la mitad de la cinta. Por este motivo, también es conocido como formato media pista.

##### Magnetófono Estéreo
La cinta se divide en 4 pistas, por lo que también se conoce como formato cuatro pistas. Al reducir el ancho de la cinta (han de caber 4 pistas donde antes solo había dos) aumenta la distorsión y empeora la relación señal/ruido. 
Este formato de dos pistas reproduce las dos caras de una cinta de casete. Por ello, la primera vez que la cinta se graba, el sonido queda registrado en la pistas 1 y 3. Cuando volvemos a grabar la cinta en la cara opuesta, el sonido queda registrado en las pistas 2 y 4. Entre los técnicos, se conocía también esta segunda grabación como “la otra cara”. Además, como hay menos superficie de contacto entre el cabezal y la cinta pueden darse pérdidas momentáneas de señal (drop outs). Todos estos inconvenientes hicieron que el magnetófono dos pistas se limitara al ámbito doméstico.
Por ello, fue necesario desarrollar formatos de dos pistas mejorados que atendieran estas necesidades específicas y, ofrecieran la calidad necesaria para estar destinados al campo profesional.
En ciertas ocasiones, se necesita oír una determinada grabación al mismo tiempo que se realiza otra. Pongamos el caso de la música (se ha grabado la música y se quiere añadir la voz) o del doblaje (por ejemplo, se oye la versión original o el Sound track internacional –pista sin los diálogos, pero con los ruidos, efectos sonoros, músicas etc. ). En estos casos, es fundamental sincronizar la reproducción del sonido con la grabación de la nueva pista.
Para que pueda realizarse esta sincronización una o las dos cabezas grabadoras han de poder ser conmutadas al modo reproducción.

##### Magnetófono Multipista
Los grabadores multipista permiten la grabación de 4, 8, 16 o 24 pistas de audio. 
Las pistas se numeran en orden ascendente desde el borde superior de la cinta (pista 1) hasta el borde inferior.
Dependiendo de las pistas a grabar se necesitara un determinado tipo de cintas. 
- El estándar de ancho para un multipista de 4 pistas es de ½ pulgada (1,27 cm)
- El estándar de ancho para un multipista de 8 pistas es de 1 pulgada (2,54 cm)
- El estándar de ancho para un multipista de 16 y 24 pistas es de 2 pulgadas (5,08 cm)

En las grabaciones actuales gracias al mezclador se utilizan todo tipo de fuentes, que son grabadas en pistas independientes. 
Estas pistas serán mezcladas al final del proceso para lograr la copia final. Las fuentes pueden ser instrumentos musicales, micrófonos o también otro tipo de aparatos e instrumento musical electrónico que producen señal eléctrica: como los samplers, los sintetizadores, guitarra eléctrica etc. 
Los diferentes niveles de mezcla y la introducción de determinados efectos de sonido permiten infinitas posibilidades.
El magnetófono multipista facilitaba en gran medida el montaje sonoro. Las diferentes fuentes sonoras que han de intervenir en una grabación se envían a un mezclador donde se realiza una pre-ecualización, para ajustar todos los niveles. 
Es necesario realizar esta pre-ecualización porque los cabezales pueden sufrir desgastes por el uso y otro tipo de problemas... 
Los ajustes se realizan en función de una curva estándar que muestra la respuesta en frecuencia de un cabezal ideal (no tiene en cuenta ni el estado del cabezal ni el de la cinta). La respuesta debe ajustarse en frecuencia real, con la que muestra esa respuesta en frecuencia ideal.
Existen varias curvas normalizadas. De hecho, muchos equipos disponen de un selector que permite elegir el estándar según los estándares de la normas IEC/CCIR (estándar europeo), NAB (estándar americano) o DIN (estándar alemán).
Muchos magnetófonos además también poseen de ajustes de ecualización diferenciada en alta y baja frecuencia, para ajustarse más fielmente a las distintas condiciones del cabezal, de la cinta, etc.
Una vez que en el mezclador se han ajustado los parámetros y demás (efectos, balance de canales, etc.), la señal se graba en el grabador multipista en grupos de pistas simultáneas (dependiendo de las pistas que permita el magnetófono multipista y de las fuentes que intervengan). 
Para asignar que fuente (o fuentes) van a cada pista se establece un criterio de racionalidad, en función de lo que se pretenda. Por ejemplo, en una grabación de un pequeño grupo pop, la guitarra y el bajo pueden ser grabados en una pista y las voces restantes (el vocalista o solista, un sampler, los coros y la percusión) en una pista individual. Todo dependerá de quien realice la grabación y los criterios que estime oportunos.
Además, el multipista permitía realizar pequeños insertos de audio (edición por inserto) en cualquiera de las pistas. Estos insertos se utilizaban para cambiar el sonido grabado originalmente por otro, sin que se produjeran clics o distorsiones. En definitiva, sin que se notara.
Una vez completado el proceso de grabación pista a pista (laying down), se procede a hacer la mezcla final. Entonces, la salida de cada pista es reconducida hasta la entrada del mezclador, con lo que cada pista se convierte en una fuente de sonido independiente susceptible de ser modificada (de igual modo que lo habían sido las fuentes originales). 
Como en la mayoría de ocasiones en la mezcla directa no se obtiene el resultado idóneo o que se buscaba, las consolas de mezcla incorporan sistemas automatizados que memorizan los procesos y permiten introducir modificaciones antes de realizar la copia final, sin tener que repetir todo el proceso. Estos sistemas automatizados reciben el nombre de función automática de repetición o posicionador automático (en inglés, autolocate). Para poder realizar grabaciones síncronas, las cabezas grabadoras han de poder ser conmutadas al modo reproducción.
En la actualidad, la grabación multipista usa exclusivamente la informática. Esto permite eliminar los pasos intermedios, pues todos los niveles de mezcla son gestionados a través de software especializado y el sonido se toma directamente de las fuentes, a través de los puertos MIDI en el caso de los instrumentos digitales electrónicos. Otra ventaja que existe, es que no hace falta generar voluminosas cintas maestras sino que el producto del proceso puede grabarse en formatos de Disco Compacto o DVD.

### Casete
En 1963, la casa Philips lanzó al mercado los primeros reproductores - grabadores para cintas de casetes y las primeras cintas.
A los reproductores de casete compacto (magnetófono de casete) se los llamó radiocasete, pletina o, simplemente, casete.
A los equipos que facilitaban la duplicación de grabaciones porque combinaban una platina reproductora con otro grabadora se llamaban equipos de doble platina. Estos equipos podían duplicar la copia o en tiempo real o a una velocidad superior.
Las casas encargadas de realizar copias comerciales en casete utilizaban unos equipos conocidos como duplicadores de casete que podían hacer correr la cinta a 16, 32 o 64 veces la velocidad normal.
A finales de los 70, la compañía japonesa TEAC comercializó un grabador multipista en casete que aprovechaba parte de los adelantos desarrollados por Sony para su fallido formato de cinta El. Lo denominó portaestudio. La cinta corría al doble de la velocidad normal (9,5 cm/s). El portaestudio permitía la grabación de 4 pistas y, al igual que en los magnetófonos multipista, cada pista podía grabarse por separado y permitía la grabación sincrónica.

### Cartucheras
Las cartucheras o magnetófono de cartuchos son los reproductores/grabadores de un formato de tipo de cinta magnética de audio llamado cartucho. 
El cartucho está formado por una cinta magnética sinfín que graba por impulsos, marcando en la cinta en el lugar exacto en que comienza y acaba la grabación. Luego, a la hora de leer, se reproduce el intervalo exacto.
En las emisoras de radio, hasta llegar los softwares de programación informatizada, se utilizaban para lanzar cuñas y separadores de forma rápida, sin necesidad de tener que posicionar cada uno de los cortes. De hecho, las dotaciones de las emisoras tenían conectadas en batería varias cartucheras en cadena, de modo, que cuando acaba de reproducirse un corte, automáticamente, saltaba la siguiente.

## Evolución histórica de la grabación magnética
- Oberlin Smith.
- Valdemar Poulsen y el telegráfono.
- Fritz Pfleumer.
- El magnetófono de bobina abierta.
- El magnetófono de casete.

- Datos: Q2941266